# Hinodebrücke
Die Hinodebrücke (portugiesisch Ponte Hinode) (in der Bauphase Comoro-III-Brücke) ist eine zweispurige Straßenbrücke im Ortsteil Comoro der osttimoresischen Hauptstadt Dili. Sie führt über den Rio Comoro, 800 Meter südlich der CPLP-Brücke (Comoro-II-Brücke) und verbindet die Avenida de Hudi-Laran (deutsch Bananenstraße) im Osten mit der Nationalen Schnellstraße 3.

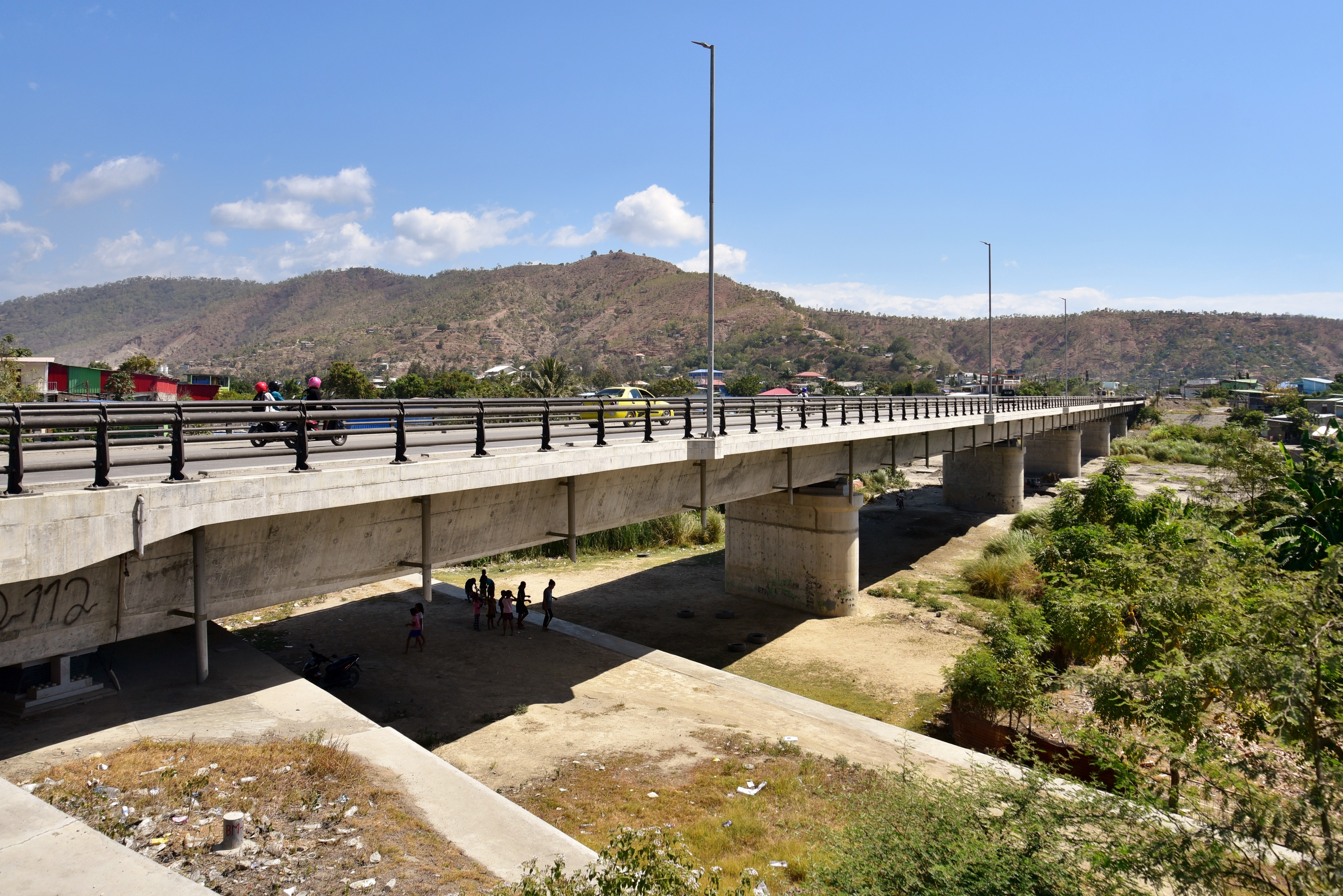
Die Hinodebrücke (2023)

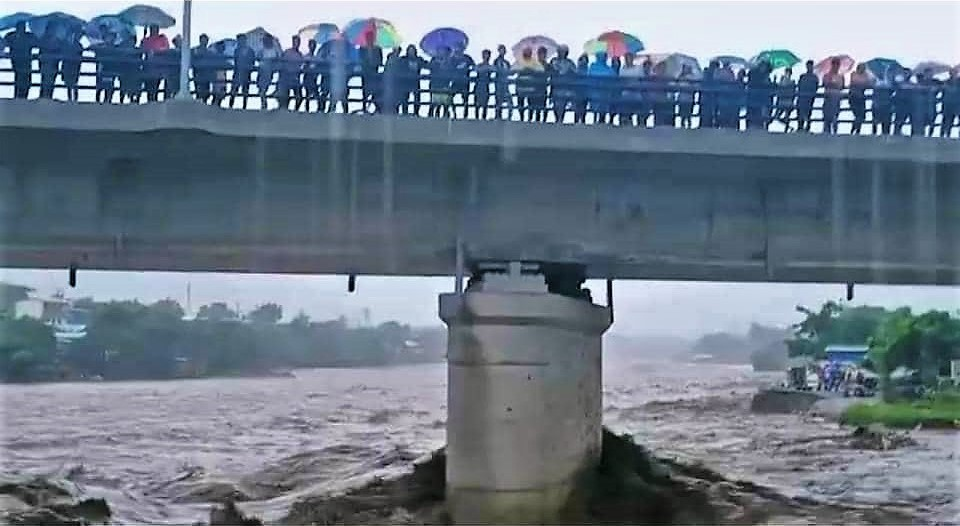
Hochwasser (2021)

Die Brücke wurde mit Hilfe der Japan International Cooperation Agency (JICA) finanziert, die für den Bau 2.605.000.000 Yen, beziehungsweise 23.700.000 US-Dollar zur Verfügung stellte. Der Bau wurde im August 2016 begonnen, wobei der symbolische Baubeginn am 16. Oktober stattfand. Am Bau waren auch 15 einheimische Ingenieure und mehr als hundert einheimische Arbeiter beschäftigt. Dazu 37 aus dem Ausland. Die Brücke hat eine Länge von 249 Metern und besteht aus sechs Bögen, zwei mit einer Länge von 33,7 Metern und vier mit 45 Metern Länge. Sie ist 11,55 Meter breit, die beiden Fahrbahnspuren sind je 3,5 Meter breit. Dazu hat die Brücke auf beiden Seiten einen Fußweg.
Die Brücke wurde mit einem Monat Verspätung am 13. September 2018 für den Verkehr freigegeben. Die offizielle Eröffnungszeremonie wurde auf den 12. Oktober 2018 verschoben, anlässlich des Besuchs des japanischen Außenministers Tarō Kōno in Osttimor. An der Zeremonie nahmen auch der osttimoresische Premierminister Taur Matan Ruak, Transportminister José Agustinho da Silva, Bauminister Salvador Eugénio Soares dos Reis Pires und der japanische Botschafter Hiroshi Minami teil. Bei dieser Gelegenheit wurde auch der offizielle Name der Brücke verkündet. Das japanische Wort „Hinode“ bedeutet auf Deutsch „aufgehende Sonne“, ein Name, den sowohl Japan (das „Land der aufgehenden Sonne“) als auch Osttimor („Osten“ heißt auf Tetum „Loro Sa’e“, wörtlich „aufgehende Sonne“) für sich verwenden.
Die Brücke soll den zunehmenden Verkehr zwischen dem Stadtzentrum im Osten und dem wachsenden Westen, mit dem internationalen Flughafen Presidente Nicolau Lobato und dem Frachthafen in Tibar aufnehmen. Über die Brücke führt nun die Kleinbuslinie (Mikrolet) Nummer 11, die den Markt von Manleuana mit Tasitolu verbindet.